# مری الیزابت هیکاکس مندلز
مری الیزابت هیکاکس مندلز (به انگلیسی: Mary Elizabeth Hickox Mandels) یکی از اولین طرفداران تبدیل بیومس ضایعات به سوخت و مواد شیمیایی بود. او به مدت ۴۰ سال به عنوان رئیس مطالعات تبدیل زیستی ملی ارتش ایالات متحده مشغول به کار بود.

## اوایل زندگی
مری الیزابت هیکاکس در میدل‌تاون اسپرینگز در ورمانت به دنیا آمد. پدر او شرمن گری و مادرش مری بالگر هیکاکس بودند. خانواده اش بعدها به واتربری نقل مکان کرد، جایی که او در طول رکود بزرگ همراه والدین و چهار خواهر و برادر خود زندگی می‌کرد.

## تحصیلات
هیکاکس در سال ۱۹۳۹ در دانشگاه کرنل پذیرفته شد اما معلم علوم او مجبور بود پدر او را متقاعد سازد تا هیکاکس بتواند به دانشگاه برود. با وجود شک و تردید اولیه، پدرش کاملاً از او حمایت کرده و پس از مرگ مادر هیکاکس اصرار ورزید که به جای بازگشت به خانه و مراقبت از خواهر و برادر خود، به تحصیلات خود ادامه بدهد.
حرفه دانشگاهی هیکاکس به دلیل جنگ جهانی دوم قطع شد و او در نهایت مطالعات خود را در سال ۱۹۴۷ تکمیل کرد. در حالی که در دانشگاه کورنل بود، او با گابریل مندلز آشنا شده و ازدواج کرد و نام خود را به شدن مری الیزابت هیکاکس مندل تغییر داد.

## حرفه
در سال ۱۹۵۵، مندلز تحقیقات خود را در آزمایشگاه‌های ناتیک ارتش ایالات متحده آغاز کرد. مندل نقشی کلیدی در روشن شدن ترکیبات متعدد کمپلکس آنزیم سلولاز داشت که توانایی شکستن کریستال‌های سلولز را دارد.
مندلز در سال ۱۹۶۲ به آزمایشگاه علوم غذایی نقل مکان کرد، جایی که بر روی تولید غذا در محیط‌های «خصمانه» مانند میدان جنگ، قطب جنوب یا حتی در فضا پژوهش انجام داد. امکانات مورد بررسی او عبارت بودند از محصولات تخمیری پروتئین تک سلولی و میکروب‌های سلولولیتیک.
در سال ۱۹۷۱ مندلز به آزمایشگاه مهندسی زیستی، علوم و فناوری پیشرفته نقل مکان کرد و هنگامی که الوین رئیس در ۱۹۷۲ بازنشست شد، به سمت رئاست این گروه انتخاب شد.
در اوایل دهه ۱۹۷۰، بحران نفت باعث شد مندل و تیم او بر امکان استفاده از سلولز به عنوان یک منبع انرژی تمرکز کنند. برای این کار ضروری بود تا فعالیت سلولاز اندازه‌گیری شود و مندلز یک روش را برای پیش‌بینی مقدار آنزیم مورد نیاز توسعه داد. پس از آن مقاله او 'Measurement of saccharifying cellulase" در سال ۱۹۸۸ بیشترین میزان استناد در ژورنال بیوتکنولوژی برای سوخت‌های زیستی را به خود اختصاص داد، و بیش از ۳۳۰ مقاله مختلف به آن ارجاع داده بودند.